# Тантра-сангха
Тантра-сангха — неоиндуистское тантрическое объединение, основанное в России в конце 1980-х годов. Доктрина принадлежит к шиваитскому направлению (поклонение Шиве-Рудре), но также включает элементы шактизма (особое внимание к культу Кали) и других религий (традиций «левой руки»).
Ачарьей-основателем выступил российский тантрический монах, получивший посвящение в Индии, Шрипада Садашивачарья (С. В. Лобанов). Московская община была зарегистрирована 8 сентября 1992 года, возникли группы в других городах России и Украины. Однако, после ухода в 2000 году из объединения его основателя и части членов (в связи с «возвращением в христианство») Тантра-сангха как организация прекратила своё существование, оставаясь неформальным объединением немногочисленных последователей. Московская община возглавляется одним из учеников Садашивачарьи — Сундарадеванандой Грихавадхутой.
Сангха состоит из монашествующих авадхутов («джангамов») и рядовых адептов с пятью уровнями инициации. Отдельные общины-чакры объединены в региональные «махачакры». Религиозная практика включает совместные трижды в неделю медитации, ежемесячные в ночь новолуния мистерии махачакр с жертвоприношением животного, а также собрания всех членов («дхармачакры») во время равноденствия и солнцестояния. Допускается «панчамакара», в том числе ритуальный секс, в то же время объединение отмежёвывается от крайних тантристов, известных использованием наркотиков и беспорядочными половыми связями.
Отмечается, что основатель Тантра-сангхи симпатизировал сближению тантризма со славянским неоязычеством в форме «рудраистского ведизма», и, кроме того, был постоянным участником националистических мероприятий. В одной из своих публикаций он писал:
Поскольку и славянский культ Рода и Рожаниц, и тантрический культ Шивы и Шатхи, восходят к наиболее глубинному архетипу мистического и этнического самосознания индоевропейцев, то их максимальное сближение друг с другом жизненно необходимо для возрождения России.